# 樊纘前
樊缵前，直隶霸州人，清朝政治人物、進士出身。

## 生平
順治三年（1646年）丙戌科進士，授禮部主事；后升任禮部員外郎。外任江西提学道佥事。